# 成田裕介
成田 裕介（なりた ゆうすけ、本名裕一、1953年3月21日 - ）は、日本の映画監督。大阪芸術大学教授。日本映画監督協会理事。

## 来歴
秋田県出身。秋田県立秋田高校を卒業し、20数種の職業を経験する。1976年に若松孝二の若松プロに参加。その後フリーとなり、工藤栄一、加藤泰、崔洋一らの助監督として活動。1987年にテレビドラマ『あぶない刑事』第20話「奪還」にて監督デビュー。以後同作で多数のエピソードを演出する。
映画監督としては、1989年の『バカヤロー!2 幸せになりたい。』で初めてメガホンを取り、以後は『BE-BOP-HIGHSCHOOL』（Vシネマ版）、『新・湘南爆走族』等シリーズ物も数多く監督した。
1999年、『御法度』では大島渚からの依頼で監督補佐になり、脳出血から復帰した大島を支えた。
近年では監督業の傍ら、宝塚大学の教授を務めるなど後進の指導に当たっている。

## 代表監督作品
テレビドラマ
- 1987年　あぶない刑事
- 1987年　ベイシティ刑事
- 1988年　もっとあぶない刑事
- 1989年　あいつがトラブル
- 1989年　勝手にしやがれヘイ!ブラザー
- 1991年　刑事貴族2
- 1992年　刑事貴族3
- 1992年　俺たちルーキーコップ
- 1992年　裏刑事-URADEKA-
- 1993年　湘南女子寮物語
- 1994年　静かなるドン

映画
- 1989年　バカヤロー!2 幸せになりたい。 第4話「女だけトシとるなんて」
- 1989年　六本木バナナ・ボーイズ
- 1990年　凶悪の紋章
- 1998年　新・湘南爆走族 荒くれKNIGHT
- 1998年　新・湘南爆走族 荒くれKNIGHT2
- 1998年　あぶない刑事フォーエヴァー THE MOVIE
- 2001年　嫌な奴。 bitch!
- 2002年　極妻仁侠道 夜叉絶叫
- 2005年　あのこがほしい
- 2010年　花と蛇3（8月28日公開）
- 2012年　セカンドバージンの女　通り雨（6月30日公開）
- 2016年　再会 禁じられた大人の恋（1月23日公開）